# Trachysphaera fructigena
Trachysphaera fructigena — вид грибів, що належить до монотипового роду  Trachysphaera. Збудник хвороб рослини, що вражає банани та какао-дерева.